# Sunčeva energija u Hrvatskoj
Sunčeva energija u Hrvatskoj se najvećim djelom iskorištava putem fotonaponskih elektrana, dok su toplinske sunčane elektrane vrlo slabo zastupljene. Trenutno ukupna snaga fotonaponskih elektrana iznosi 24 MWp, odnosno 5,1 W/stan. Time je Hrvatska pri dnu ljestvice članica Europske unije po proizvedenoj energiji iz fotonaponskih ćelija, no istovremeno dolazi do velike ekspanzije zadnjih godina radi velikog pada cijene tehnologije. Ipak, bolje kotira u usporedbi s članicama EU kada se radi o toplinskim sunčanim elektranama, no to je rezultat potpune nezainteresiranosti nekih članica EU za tu tehnologiju.
Hrvatska ima veliki potencijal u iskorištavanju sunčeve energije. Naime, procijenjeni tehnički potencijal sunčeve energije 1% površine kontinentalne Hrvatske iznosi 830 TWh/god, što je desetorostruka vrijednost dnevne potrošnje primarne energije u Hrvatskoj. Najviše fotonaponskih sustava se nalazi na sjeverozapadu Hrvatske, a Dalmacija je trenutno najslabije razvijena iako ima najveći potencijal. Najveća solarna elektrana je Kanfanar 1 u Istri snage 1 MW.
Neki stručnjaci smatraju kako bi toplinske sunčane elektrane mogle biti dobro rješenje za naseljene otoke, pogotovo za one izolirane poput Lastova. Time bi otoci postigli energetsku neovisnost te bi se uštedjelo na troškovima distribucije. Ukupno 98,4 MW snage je uključeno u mrežu preko toplinskih solarnih sustava, a u 2013. godini je instalirano 16,5 MW.
| PV vati po stanovniku | PV vati po stanovniku | PV vati po stanovniku | PV vati po stanovniku | PV vati po stanovniku |
| #                     | Zemlja                | 2011.                 | 2012.                 | 2013.                 |
| --------------------- | --------------------- | --------------------- | --------------------- | --------------------- |
| 19                    | Portugal              | 13,5                  | 21,7                  | 26,8                  |
| 20                    | Litva                 | 0,0                   | 2,0                   | 22,9                  |
| 21                    | Hrvatska              | 0,1                   | 0,1                   | 5,1                   |
| 22                    | Švedska               | 2,0                   | 2,5                   | 4,5                   |
| 23                    | Finska                | 2,1                   | 2,1                   | 2,1                   |

## Budućnost
Europska komisija je donijela strategiju „Plan za obnovljivu energiju – energija iz obnovljivih izvora u 21. stoljeću: stvaranje održive budućnosti” koja obvezuje članice EU na 20% udjela obnovljivih izvora energije u potrošnji energije do 2020.g. Značajnu ulogu u ostvarenju tog cilja će odigrati sunčane elektrane za Hrvatsku. Stoga, u Strategiji energetskog razvoja Republike Hrvatske 2008. godine zadan je cilj prema kojem stanje fotonaponskih sustava u Hrvatskoj do 2020. godine mora biti izjednačeno stanju u Španjolskoj gledano po glavi stanovnika iz 2008. godine (11,71 W po stanovniku), te stanju u Njemačkoj iz iste godine do 2030. godine (više od 45 W po stanovniku). Uz to, pretpostavljena stopa rasta korištenja fotonaponskih sustava je 68% godišnje do 2020. godine, te 20% do 2030. godine. Nažalost, Hrvatska nije napravila strategiju za toplinske solarne elektrane. 

## Najveće sunčane elektrane

### Kanfanar 1
Elektrana se prostire na 21 tisuću četvornih metara, najveća je u Hrvatskoj i prva u Istri. Proizvodi 1,2 milijuna kWh energije godišnje putem više od 4.000 fotonaponskih modula što opskrbljuje 350 kućanstava. Investitor je tvrtka Sunčane elektrane Petrokov iz Zagreba, a uloženo je 2 milijuna eura. Isti investitor planira izgraditi "Kanfanar 2" iste snage pored "Kanfanar 1".

### Orahovica 1
Puštena u rad 2012.godine, bila je najveća sunčana elektrana u Hrvatskoj. Trenutne snage 500 kWp, a izgradnjom elektrana "Orahovica 2" i "Orahovica 3" ukupna snaga iznosit će 2,5 MWp. Ukupno je ugrađeno 2.000 fotonaponskih modula na površini od 15.000 m2. Elektrana je izvedena korištenjem polikristalne fotonaponske tehnologije visoke učinkovitosti. Investitor je tvrtka “SunStroom” iz Španjolske. Investitor će plaćati 100 tisuća eura godišnje lokalnoj upravi za najam zemljišta. Očekivani prihod iznosi 1,6 milijuna eura, a očekivani povrat investicije se procjenjuje na 8 godina.

### Petrokov
Bivši predsjednik Republike Hrvatske Ivo Josipović je 2012. godine u Svetoj Klari svečano otvorio sunčanu elektranu "Petrokov" snage 400 kWp. Solarna elektrana je izgrađena na krovovima skladišta istoimene tvrtke koja je ujedno i vlasnik elektrane. Povrat investicije vrijedne 9 milijuna kuna očekuje se za 9,5 godina. Fotonaponski sustav ima više od 2.000 fotonaponskih modula, postavljenih pod kutom 25°, dok nazivna snaga jednog modula iznosi 185 Wp.

## Zabava

### Utrke sunčevih automobila u Hrvatskoj
Jedina zabilježena utrka u Hrvatskoj ovakvog tipa je zabilježena u Sisku. Radi se o natjecanju između srednjih strukovnih škola. Utrka je dio projekta SOELA, financirana sredstvima iz EU, čiji je cilj stjecanje praktičnih znanja i iskustava učenika u primjeni solarne tehnologije i nove tehnologije pogona električnih automobila. Do sada su održana dva izdanja, a svoj nastup u idućim izdanjima najavljuju i slovenske strukovne škole.

## Turizam

### Pozdrav Suncu
Jedinstveni primjer u svijetu gdje se sunčeva energija koristi u svrhu turizma. Djelo zadarskog arhitekta Nikole Bašića se sastoji od 300 solarnih ploča koja danju pohranjuje energiju, a noću tu istu energiju koristi za napajanje rasvjetnih elemenata koji proizvode atraktivnu igru svjetlosti. Osim Sunca, prikazani su i ostali planeti Sunčevog sustava.
U kromirani prsten koji okružuje ploče s fotonaponskim modulima, upisana su imena zadarskih svetaca. Pokraj njihovih imena i datuma blagdana upisana je deklinacija Sunca sjeverno ili južno od ekvatora, visina Sunca u meridijanu na taj datum i trajanje dana na taj blagdan, čime instalacija postaje svojevrsni kalendar.

## Vanjske poveznice
- Solar Energy. The Official Journal of the International Solar Energy Society (engl.)
- Solar Energy Materials & Solar Cells. An International Journal Devoted to Photovoltaic, Photothermal, and Photochemical Solar Energy Conversion (engl.)